# Pentacosmia
Pentacosmia is een kevergeslacht uit de familie van de boktorren (Cerambycidae). De wetenschappelijke naam van het geslacht werd voor het eerst geldig gepubliceerd in 1842 door Newman.

## Soorten
Pentacosmia omvat de volgende soorten:
- Pentacosmia cacioides (Breuning, 1938)
- Pentacosmia conferta (Pascoe, 1863)
- Pentacosmia scoparia Newman, 1842
- Pentacosmia tasmanica Breuning, 1968